# エンジェルお悩み相談所
『エンジェルお悩み相談所』（エンジェルおなやみそうだんじょ）は、水上悟志による日本の漫画作品。

## 概要
2004年から2006年にかけて『まんがタイムジャンボ』（芳文社）に隔月連載されていた。単行本は全1巻で、2006年に「まんがタイムコミックス」で発売された後、2012年に少年画報社「ヤングキングコミックス」から「新装版」が発売されている。

## ストーリー
とある公園のベンチで「天使様お助け下さい」と3回唱えると、剣とラッパを手にした天使が降臨するという噂があった。この話を聞いた「悩める人」がこれを実行すると噂どおり天使が現れる。ただしその姿はどうみても「おっさん」だった。

## 登場人物
天使
主人公。特に名前はない。姿は筋肉質の「おっさん」で、関西弁で話す。ちょっとやる気がなさそうな雰囲気を漂わせる。
依頼人に対しては「自分が悩みを解決する」というよりは「相手に解決するためのヒントを見つけやすくする」というスタンスを取っている。
助手
ヒロイン。見た目は若い女性。彼女も特に名前はないが、「絶対零度の女王」の二つ名を持つ。天使のツッコミ役。彼女も関西弁で話す。
天界羊
天使のパートナーの羊。様々な能力を持つが、依頼人を乗せて空を飛ぶことが多い。
悪魔コンビ
天使&助手のライバルの男女ペア。彼らより若く、美しい。

## 書誌情報
- エンジェルお悩み相談所 （芳文社）2006年10月22日発行（2006年10月7日発売）ISBN 978-4832264960
- 新装版・エンジェルお悩み相談所（少年画報社） 2012年6月13日発行（2012年5月30日発売）ISBN 978-4785938529
  - 「新装版」の刊行にあたっては新たに表紙絵を書き下ろし、芳文社版の表紙絵をカバー裏に掲載するスタイルを取っている。